# Solodiran
Solodiran is een bestuurslaag in het regentschap Klaten van de provincie Midden-Java, Indonesië. Solodiran telt 3271 inwoners (volkstelling 2010).